# Al-Musaddar
Al-Musaddar (àrab: المُصَدّر, al-Muṣaddar) és una vila palestina al centre de la Franja de Gaza, part de la governació de Deir al-Balah a l'est de Deir al-Balah, al sud del camp de refugiats de Maghazi i a l'oest de la frontera amb Israel. En el cens de 1997 tenia 1.277 habitants. Al-Musaddar tenia 1,840 habitants en 2006 segons l'Oficina Central d'Estadístiques de Palestina (PCBS).